# Matthias Janz
Matthias Janz (* 1947 in Lübeck) ist ein norddeutscher Kirchenmusiker.

## Leben
Matthias Janz studierte Musikwissenschaften, Theologie, Kirchenmusik  und Dirigieren u. a. bei Helmuth Rilling. Von 1975 bis 2012 war er Organist und Kantor an der Marienkirche (Flensburg), wo er nach wie vor den Bach-Chor leitet. Seit 1984 leitet er außerdem den Symphonischen Chor Hamburg und von 1993 bis 2021 den Landesjugendchor Schleswig-Holstein. 2020 gründete er mit jungen Musikern aus Norddeutschland das ensemble doppel:punkt. An der Musikhochschule Lübeck unterrichtete er von 1978 bis 2018 zunächst in den Fächern Orgel und Chorleitung und danach im Fach Oratorienleitung und -Gestaltung, seit 1991 als Professor. Er war Gastdirigent bekannter Orchester und Chöre und konzertierte mit seinen Chören u. a. in Leipzig, Dresden, Breslau, Krakau, Paris, Kopenhagen, Stockholm. Janz ist Kirchenmusikdirektor i. R.

## Ehrungen
- Kulturpreis der Stadt Flensburg
- Bundesverdienstkreuz am Bande (28. April 1997)[1]
- Dannebrogorden
- Brahmspreis der Brahmsgesellschaft Schleswig-Holstein